# Ommatius nanus
Ommatius nanus là một loài ruồi trong họ Asilidae. Ommatius nanus được Walker miêu tả năm 1861. Loài này phân bố ở miền Australasia.